# Bianca Santana
Bianca Maria Santana de Brito, mais conhecida como Bianca Santana (São Paulo, 23 de abril de 1984), é uma jornalista, escritora, professora e militante feminista negra brasileira. 
É autora de Continuo preta: a vida de Sueli Carneiro e Quando me descobri negra, que recebeu o Prêmio Jabuti de melhor ilustração.
Tem atuado como dirigente ou colaboradora de várias entidades ligadas ao movimento feminista negro.

## Biografia
Bianca Santana nasceu e cresceu na Zona Norte de São Paulo, nos bairros de Vila Medeiros e Parque Edu Chaves. Como estudante bolsista, fez seus estudos de nível médio no Liceu de Artes e Ofícios, frequentando o curso profissionalizante de desenho aplicado à construção civil. 
Em 2003, ingressou no curso de jornalismo da Faculdade Cásper Líbero e no curso de ciências sociais, da Universidade de São Paulo, frequentando ambos paralelamente. No final de 2005, interrompeu a graduação em ciências sociais, passando a se dedicar apenas ao bacharelado em jornalismo, que concluiu em  2006.
Entre 2006 e 2007, foi estagiária, colaboradora e assistente editorial na Editora Ática. Em seguida, foi colaboradora e redatora do Portal Planeta Sustentável, criado pela Editora Planeta, onde permaneceu até 2009, quando foi para a Editora Moderna, a fim de trabalhar como redatora e roteirista.
Entre 2010 e 2013, foi docente do Colégio Visconde de Porto Seguro e coordenadora de tecnologia da educação e diretora de educação do Instituto Educadigital. Em 2013, no Senac de São Paulo, trabalhou como professora e consultora da área de tecnologia educacional, para a concepção e o planejamento de um repositório federado. No ano seguinte, foi coordenadora pedagógica do curso de Direitos Humanos e Tecnologias, oferecido pela ONG  Ação Educativa, em parceria com a Wikimedia Foundation. 
Obteve o título de mestre em Educação, pela Faculdade de Educação da USP (dissertação: Tecnologias de Informação e Comunicação na educação de Jovens e Adultos, 2012), e de doutora em Ciência da Informação, pela Escola de Comunicações e Artes da mesma universidade, com a tese A escrita de si de mulheres negras: memória e resistência ao racismo (2020), trabalho que recebeu o Prêmio Tese Destaque USP - 10ª Edição.
Ao longo de sua vida acadêmica, pesquisou recursos educacionais abertos e organizou, com Carolina Rossini e Nelson De Luca Pretto, a obra Recursos Educacionais Abertos: práticas colaborativas e políticas públicas.
Entre 2013 e 2014, foi professora visitante do curso de pós-graduação em Jornalismo Multimídia, da FAAP. De 2014 a 2016, foi professora da Faculdade Cásper Líbero.
Entre 2016 e 2019, foi redatora da revista Cult. Em 2019 e 2020, foi uma das curadoras do Festival Literário de Iguape.
Participou, como escritora convidada, da Feira do Livro de Frankfurt, em 2018, e da Feira do Livro de Buenos Aires, em 2019, ano em que também foi curadora do Festival Literário de Iguape. 
No verão de 2021, foi escritora residente e professora da Escola de Português do Middlebury College,  em (Vermont, nos Estados Unidos.
Atualmente, é colunista da Revista Gama e da revista Cult.
Além das atividades profissionais, Bianca também é taróloga, conforme contou em entrevista à revista Claudia.

### Atuação em organizações sociais
Compõe os conselhos da ONG Artigo 19 e dos institutos Marielle Franco e Vladimir Herzog.
É associada à SOF - Sempreviva Organização Feminista - e compõe os conselhos da organização Artigo 19 e dos institutos Marielle Franco e Vladimir Herzog. Colaborou na articulação da Coalizão Negra por Direitos.
Entre 2013 e 2015, dirigiu a organização feminista Casa de Lua, sediada na Zona Oeste de São Paulo.
Em 2015 e 2016, integrou a lista de  Mulheres Inspiradoras,  na área da literatura, pelo projeto feminista Think Olga.
É ativista do movimento negro e do movimento feminista, sendo associada da SOF – Sempreviva Organização Feminista. Colabora com a Coalizão Negra por Direitos, entidade que atualmente reúne mais de 200 entidades de movimento negro de todo o Brasil, tendo sido uma das representantes dessa organização  na UNEafro Brasil.
Atualmente, Bianca Santana dirige a Casa Sueli Carneiro, uma organização da sociedade civil que está transformando a casa, onde a filósofa Sueli Carneiro viveu por 40 anos, em um centro de formação e memória do movimento negro. Ali, Bianca Santana ministra o curso Fazedoras de Memórias Negras, com Gabriela Leandro Pereira, e também coordena o Ciclo de Conferências Negras, em parceria com o Instituto Singularidades, assim como o Ciclo de Conferências Negras, juntamente com o Instituto Singularidades.

### Polêmicas
Em maio de 2020, o presidente da República, Jair Bolsonaro, acusou Bianca de ter escrito uma notícia falsa a seu respeito. Apesar de o texto não ter sido escrito pela jornalista, o presidente insistiu em culpá-la, durante  uma live. Posteriormente, em uma outra live, reconheceu o erro e pediu desculpas à jornalista, mas o caso já havia sido levado à justiça Bianca entrou com ação ação judicial no Brasil e representou várias organizações brasileiras, no Conselho de Direitos Humanos das Nações Unidas, denunciando agressões contra mulheres jornalistas no Brasil. Em seguida, Bianca escreveu um texto de opinião, no jornal The Guardian, explicando o contexto da acusação.
Bolsonaro foi condenado em segunda instância mas recorreu ao STJ e ao STF. A indenização pleiteada por Bianca Santana era de R$50 mil, que seriam doados diretamente ao Instituto Marielle Franco, mas o juiz reduziu esse valor a apenas R$10 mil.

### Vida familiar
Bianca foi casada com o sociólogo Sérgio Amadeu, com quem tem três filhos: Lucas (2008), Pedro (2010) e Cecília (2012). 

## Obras
Bianca Santana é autora de vários artigos e dos seguinte livros:
- Aprender para contar: livro de alfabetização para jovens e adultos (2013), obra didática
- Quando me descobri negra (2016), com relatos acerca da descoberta da identidade, por várias pessoas negras, geralmente em meio a situações de discriminação racial[25]
- Continuo Preta: A Vida de Sueli Carneiro (2021), sobre a trajetória da filósofa e ativista Sueli Carneiro[26]

Entre seus próximos projetos está a elaboração da biografia de Marielle Franco, em colaboração com Anielle Franco, irmã da vereadora assassinada em 2018.

### Organização de coletâneas
- Inovação Ancestral de Mulheres Negras: táticas e políticas do cotidiano (Oralituras, 2019) [28]
- Vozes Insurgentes de Mulheres Negras: do século XVIII à primeira década do século XXI (Mazza Edições/ Fundação Rosa Luxemburgo, 2019).[29]
- Recursos Educacionais Abertos: práticas colaborativas e políticas públicas, com Carolina Rossini e Nelson De Lucca Pretto (Edufba/Casa de Cultura Digital, 2012).[30][31]

## Prêmios e distinções
- 2021 - Prêmio Tese Destaque USP (10ª Edição). Grande área: Inclusão social e cultural, por sua tese de doutorado, defendida no ano anterior, A escrita de si de mulheres negras: memória e resistência ao racismo.[5][6]
- 2019 - Escritora convidada para a Feira Internacional do Livro de Buenos Aires
- 2018 - Escritora convidada para a Feira do Livro de Frankfurt
- 2006 - Prêmio Expocom (Exposição Universitária de Pesquisas Experimentais em Comunicação), 1º lugar na categoria Jornal Impresso, para Esquinas, jornal-laboratório da Faculdade de Comunicação Social Cásper Líbero, de cuja equipe Bianca Santana fazia parte.[32]
- 2016 - Prêmio Jabuti de ilustração de Mateu Velasco, para seu livro Quando me descobri negra.